# Namazga-depe
Namazga-depe est un site archéologique situé dans l'actuel Turkménistan, au pied du Kopet-Dag, près du delta du Tedjen. Ses niveaux vont du Chalcolithique à la fin de l'Âge du bronze. De par son importance, Namazga a supplanté Anau comme site-référence de la région du Kopet-Dagh et a donné son nom à la culture qui s'épanouit là à la fin du Néolithique et au début de l'Âge du bronze, la culture de Namazga.